# Neu-Helvetien

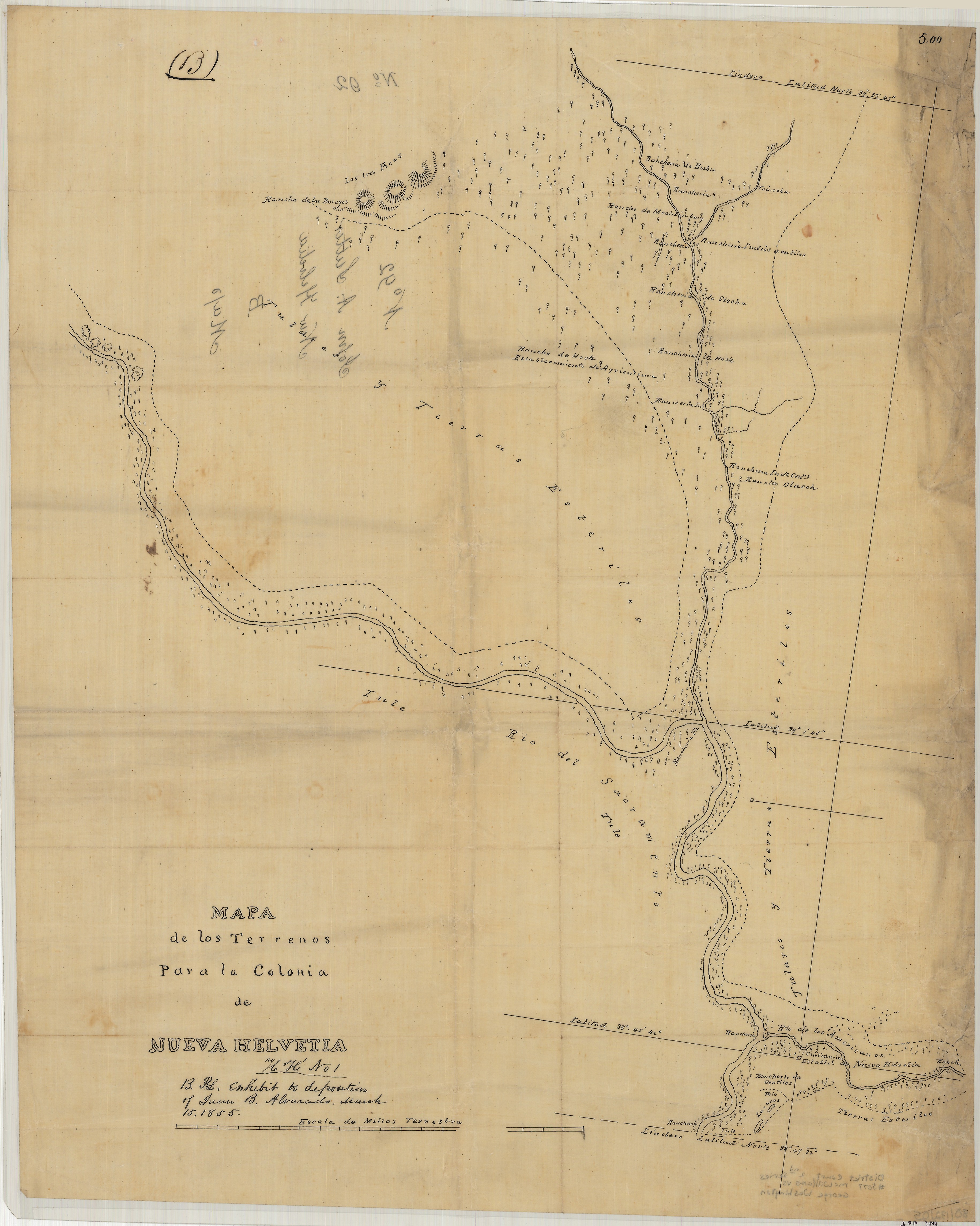
Karte der Kolonie Neu-Helvetien

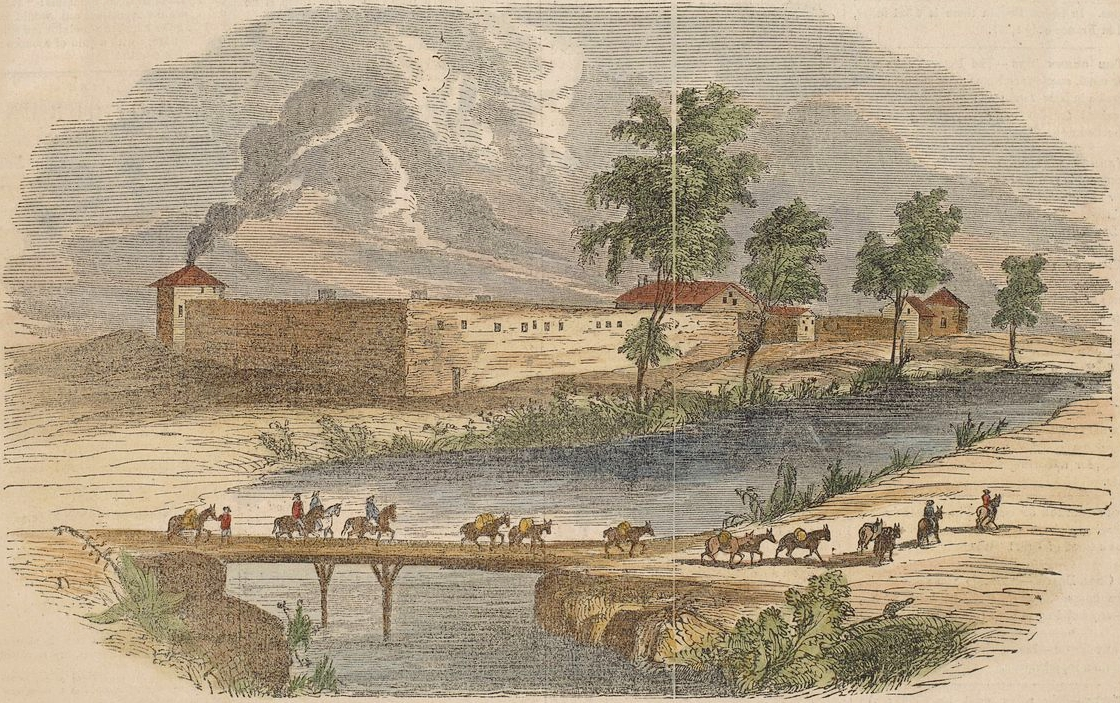
Zeitgenössische Darstellung von Sutter’s Fort

Neu-Helvetien (spanisch Nueva Helvetia; englisch New Helvetia) war eine Privatkolonie des Schweizers Johann August Sutter in Nord-Kalifornien, mit Schwerpunkt etwa 120 km nordöstlich von San Francisco, die er 1839 begründete und deren letzte Teile er 1865 aufgab.

## Definition
Der Begriff Neu-Helvetien wird meist ohne nähere Erklärung des Inhalts verwendet. In einem weiteren Sinn sind sämtliche zeitweise unter der Kontrolle von Johann August Sutter befindlichen Ländereien in Nord-Kalifornien gemeint. In einem engeren Sinne handelt es sich um die von ihm aufgrund einer mexikanischen Landzuweisung vom 18. Juni 1841 ausgewählten Grundstücke, die ihm am 20. Juni 1866 unter dem Titel Rancho Nueva Helvetia auch von den Vereinigten Staaten von Amerika zugestanden wurden.
Als Bestandteile von Neu-Helvetien in der weiteren Definition sind folgende Liegenschaften anzusehen:
- mexikanische Landzuweisung vom 18. Juni 1841 (= Neu-Helvetien im engeren Sinne)
- Kauf von Fort Ross und des zugehörigen Hafens Bodega Bay vom 13. Dezember 1841
- mexikanische Landzuweisung vom 5. Februar 1845 (Rancho New Helvetia Sobrante)
- ohne Rechtstitel von Sutter genutztes Land

## Name
Es war bei den mexikanischen Landzuweisungen üblich, den Grundstücken einen Namen zu geben, wobei dieser in der Regel mit dem Begriff Rancho begann. Rancho war in Mexiko der Terminus, der ein hauptsächlich für die Viehzucht genutztes Gelände mit den zugehörigen Liegenschaften beschrieb. Für Gelände mit Ackerbau wurde der Begriff Finca verwendet. Abweichend hiervon trägt die der Landzuweisung beigefügte offizielle Kartenskizze die Bezeichnung Mapa de los Terrenos Para la Colonia de Nueva Helvetia. In den späteren amerikanischen Prozessakten wird dann auch wieder der Begriff Rancho verwendet.
Sutter wählte als Namen für seine Landzuweisung eine Modifikation der lateinischen Bezeichnung für sein Heimatland Schweiz – Helvetia. In den mexikanischen Dokumenten findet sich die Form Nueva Helvetia und die Verballhornung Nueva Elvesia. Aufgrund der amerikanischen, britischen und russischen Interessen an der pazifischen Küste Nordamerikas und zeitweise französischer Absichten, sollte mit der Namenswahl wohl auch eine Unabhängigkeit gegenüber diesen Interessen demonstriert werden.
Aufgrund dieser Interessen finden sich auch zeitgenössische Bezeichnungen für Nueva Helvetia in Fremdsprachen. Neben dem auch nach der US-Annexion Kaliforniens üblichen englisch New Helvetia französisch Nouvelle-Helvétie russisch Новая Гельвеция

## Geschichte
Am 2. Juli 1839 erreichte Sutter, per Schiff vom russischen Nowo-Archangelsk (Sitka) kommend, den Hafen von Yerba Buena (wie damals San Francisco hieß). Kalifornien war eine mexikanische Provinz.
Sutters Plan war, eine Ansiedlung im Tal des Sacramento River zu gründen. Sutter wollte die – wenn auch spärlich – von den hispanischen Kaliforniern besiedelten küstennahen Gebiete meiden, um nicht deren Einfluss ausgesetzt zu sein.
Der mexikanische Gouverneur Juan Bautista Alvarado befürwortete dies, da er beabsichtigte, Sutter für seine Zwecke einzusetzen. Erstens residierte sein zu ihm in Opposition stehender Onkel Vallejo als Militärkommandant in Sonoma und Sutters Ansiedlung sollte einen Gegenpol zu diesem Konkurrenten bilden. Zweitens erkannte Alvarado schon die Gefahr amerikanischer Zuwanderung von Osten und wollte mit der Ansiedlung eines Europäers im California Central Valley einen Riegel zwischen die mexikanischen Küstensiedlungen und die Vereinigten Staaten von Amerika schieben. Sutter gab sich als Katholik aus und konnte glaubhaft machen, dass er nicht die Interessen der Briten, Russen oder Amerikaner verfolge.
Das Gebiet von Neu-Helvetien war bis zu Sutters Ankunft nicht von den Spaniern besiedelt, sondern gehörte zum Siedlungsgebiet kleiner Indianersippen, die heute unter dem Namen Nisenan (= südliche Maidu) zusammengefasst werden, die aber nie einen Stammesverband bildeten und viele unterschiedliche Dialekte (Nisenan (Sprache)) sprachen, die zu den Maidu-Sprachen gehören.
So erhielt Sutter bereits 1839 – also vor der Landzuweisung – die Erlaubnis im Sacramento-Tal zu siedeln und begann am 13. August 1839 mit dem Aufbau der Hauptsiedlung der Kolonie – dem späteren Fort Sutter nahe der Mündung des American River in den Sacramento River.
Am 29. August 1840 erhielt Sutter die mexikanische Staatsbürgerschaft und am 18. Juni 1841 die gewünschte Landzuweisung. Noch im selben Jahr erwarb er die russischen Kolonien Fort Ross und Bodega Bay. Die wirtschaftliche Entwicklung der Kolonie litt unter Kreditmangel, mangelnden Arbeitskräften und besonders Handwerkern, sowie Missernten. Sutter versuchte auf seinem Land mehr Menschen anzusiedeln, was auch eine Bedingung für die Landzuweisung war. Teilweise verkaufte er Grundstücke, teilweise wurden sie verpachtet oder als Lohn für Dienste übereignet.
Nach dem Mexikanisch-Amerikanischen Krieg fiel im Jahr 1848 Neu-Helvetien durch den Vertrag von Guadalupe Hidalgo zusammen mit dem übrigen Gebiet des heutigen US-Bundesstaats Kalifornien an die USA. Im selben Jahr brach der Goldrausch aus.
Der Goldrausch entzog ihm – wie allen Unternehmern in Kalifornien – die Arbeitskräfte, so dass auch die Ernten nicht mehr eingebracht werden konnten. Durch die Massen an undisziplinierten Goldsuchern wurden seine Gebäude und Plantagen geschädigt. Neben diesen negativen Folgen erlebte Sutter durch die Zuwanderung aber auch eine enorme Wertsteigerung seiner Grundstücke – besonders im Gebiet des heutigen Sacramento City, was ihm ermöglichte, seine hohen Schulden zu bezahlen. Durch eigenes wirtschaftliches Unvermögen und Verschwendungssucht sowie Betrug durch Mitarbeiter und Geschäftspartner verlor er einen großen Teil des verbliebenen Vermögens. Die Kosten eines jahrelangen Rechtsstreits mit den Vereinigten Staaten um seine Landzuweisungen und deren teilweiser Entzug zehrten das Restvermögen weiter aus.
Nachdem 1865 seine Hock Farm durch Brandstiftung zerstört worden war, verkaufte er auch dieses Grundstück und verließ Kalifornien, womit Neu-Helvetien erlosch.

## Die Bestandteile von Neu-Helvetien

### Neu-Helvetien im engeren Sinne

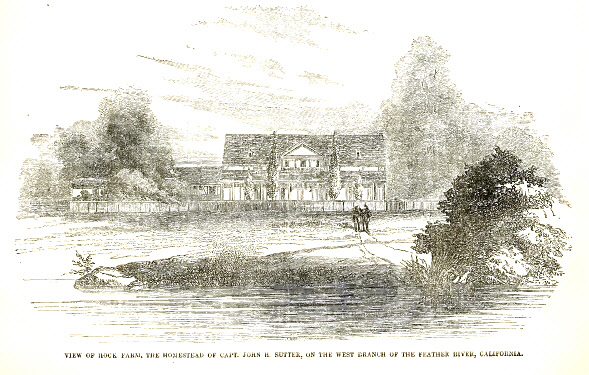
Sutters Hock-Farm 1851

Die erste mexikanische Landzuweisung (Grant) vom mexikanischen Gouverneur Juan Bautista Alvarado an Sutter vom 18. Juni 1841 bestimmte keine klar definierten Grundstücke, sondern die Größe und grobe Grenzen eines Territoriums innerhalb dessen die konkreten Grundstücke gewählt werden konnten.
Die groben Grenzen waren:
- Im Norden die „tres picos“ (Sutter Buttes) und der geographische Breitengrad 39° 41′ 45″ nördlicher Breite, wobei die genaue Lage dieses Breitengrades in der damaligen Wildnis unbekannt war.
- Im Osten die Ufer („las margenes“) des „Rio de las Plumas“ (Feather River)
- Im Süden der geographische Breitengrad 38° 49′ 32″ nördlicher Breite, wobei auch hier die genaue Lage dieses Breitengrades in der damaligen Wildnis unbekannt war.
- Im Westen der Sacramento River (hier nicht die Ufer)

Die erste Landzuweisung umfasste die nach damaligem mexikanischem Recht maximale Fläche von 11 Sitio de ganado Mayor, was in Mexiko auch 11 Legua cuadrada bedeutete. Nach der in Kalifornien üblichen Berechnung entsprach dies etwa 197,6 Quadratkilometern, was nahezu der Fläche der heutigen Stadt Stuttgart entspricht.
Innerhalb des ihm zur Besiedelung freigestellten Territoriums im Umfang von insgesamt etwa 33 Sitio (ca. 593 Quadratkilometer) wählte Sutter einen Landstrich der etwa beim heutigen Marysville begann und Grundstücke nördlich und südlich des Yuba River umfasste. Von der Mündung des Yuba River in den Feather River erstreckte sich sein Land südwärts entlang dem Feather River bis zu dessen Mündung in den Sacramento River und dann entlang dem Sacramento bis etwa 5 Meilen über die Einmündung des American River in den Sacramento River hinaus. Die Ländereien erstreckten sich in den Flusstälern und auf deren Terrassen etwa 70 Kilometer in Nord-Süd-Richtung und umfassten Teile der heutigen counties Yuba, Sutter und Sacramento.
1841 erstellte der ebenfalls aus der Schweiz stammende Vermessungsingenieur Jean Jacques Vioget für Sutter zwei Kartenskizzen, in denen die groben Grenzen und die von Sutter gewählten Grundstücke verzeichnet waren. 1843 fertigte er nochmals eine Kopie mit Ergänzung von Ortsnamen an. Diese Kartenskizzen (mexikanisch: diseño) gehörten zum Verfahren der Landzuweisungen. Im späteren amerikanischen Rechtsstreit Sutters gegen die Vereinigten Staaten waren Kopien dieser Kartenskizzen ein wichtiges Beweismittel.
Siedlungsschwerpunkte Sutters waren Sutter’s Fort auf der Gemarkung der heutigen Stadt Sacramento im Süden und die „Hock Farm“ auf der Gemarkung der heutigen Stadt Yuba City im Norden. Die Verbindung zwischen beiden lief über eine Fähre, die bei der heutigen Ortschaft Nicolaus den Feather River überquerte. Hier hatte Sutter 1842 seinem Mitarbeiter Nikolaus Allgeier aus Bayern ein Grundstück von einer Quadratmeile als Entlohnung für seine Dienste zugesprochen.
1846 wurde etwa 4 Kilometer südlich des Embarcadero (Schiffslandebrücke) von Fort Sutter die Stadt Sutterville gegründet. Heute ist Sutterville nur noch eine California Historical Landmark und gehört zu Sacramento. Erst Ende 1848 wurde zwischen dem Fort und dem Embarcadero die Stadt Sacramento City gegründet.

### Fort Ross und Bodega Bay
Kurz nach der Landzuweisung vom Juni 1841 kaufte Sutter im Dezember 1841 von der Russisch-Amerikanischen Handelskompanie deren kalifornische Niederlassung mit den Siedlungen in Fort Ross und dem zugehörigen Hafen Bodega Bay. Den Kaufpreis ließen sich die Russen durch eine Hypothek auf Neu-Helvetien absichern.
Es gibt über diesen Kauf zwei Verträge, die sich wesentlich unterscheiden. Mit Datum vom 13. Dezember 1841 wurde ein offizieller Vertrag bei den mexikanischen Behörden registriert, der eine ausdrückliche Klausel enthält, dass das Land nicht Teil des Kaufs ist. Nach mexikanischer Auffassung hatten die Russen nie Rechte am Land, weshalb auch kein Vertrag mit Landverkauf von den Mexikanern registriert werden konnte. Im Interesse der Russen lag eine Registrierung aber wegen der Hypothek auf Neu-Helvetien.
1857 tauchte ein weiterer Vertrag auf der auf den 12. Dezember 1841 datiert ist und vom letzten russischen Gouverneur von Fort Ross, Alexander Rotschew, unterzeichnet wurde. Hier wurde auch ein 12,6 Kilometer breiter Küstenstreifen zwischen Cape Mendocino und Punta de los Reyes an Sutter verkauft. Nach russischer Auffassung hatte Spanien (als Rechtsvorgänger Mexikos) nie von dem Gebiet Besitz genommen, was Russland 1812 getan hat. Zudem sei 1812 formlos das Land durch Russland von den Indianern gekauft worden. Im Auftrag der Russisch-Amerikanischen Kompagnie schloss 1817 Leonty Hagemeister einen Vertrag mit den lokalen Indianergruppen über den Erwerb des für die Siedlung Fort Ross nötigen Landes. Damit wurde 1817 nachträglich in schriftlicher Form der Handel von 1812 bestätigt. Rotschew konnte nach dieser Interpretation das Land 1841 rechtsgültig an Sutter verkaufen.
Fort Ross liegt etwa 150 Kilometer westlich von Fort Sutter.
Obwohl die Russen nach mexikanischer Auffassung kein Eigentum an dem von ihnen genutzten Land hatten und offiziell auch keine Landrechte an Sutter verkauften, ließ dieser die Liegenschaften von eigenen Verwaltern bis 1845 weiter nutzen und die Mexikaner machten ihm dies bis dahin auch nicht streitig. Die Gebäude hatte Sutter teilweise demontiert und das Material nach Fort Sutter bringen lassen, ebenso einen großen Teil Werkzeuge, Waffen und Uniformen. Die Viehherden waren teilweise verwildert und teilweise in seine Ranchos am Feather und Sacramento-River getrieben worden. Als Sutters Verwalter in Fort Ross wirkte zeitweilig auch John Bidwell. Von 1843 bis 1845 wirkte Wilhelm Benitz als Sutters Verwalter in Fort Ross und 1845 als sein Pächter. Am 4. Dezember 1845 vergab die mexikanische Regierung den Muñez- oder Fort Ross-Grant an Manuel Torres von dem Benitz den Rancho zunächst pachtete und dann kaufte.
Sutter beanspruchte das Landeigentum auch noch nachdem Mexiko das Land an Manuel Torres vergeben hatte und erhielt auch von Benitz eine Zahlung zur Abgeltung seiner Rechte. Den südlichen Teil des Gebietes (Bodega-Grant) vergab die mexikanischen Regierung im April 1846 an Stephen Smith. Sutter beanspruchte auch hier das Landeigentum weiterhin. Die rechtlichen Auseinandersetzungen um den Russo-Sutter Title (Sutters Ansprüche auf Fort Ross und Bodega Bay) zogen sich bis 1860 hin.

### Rancho New Helvetia Sobrante
Die zweite Landzuweisung vom 5. Februar 1845 durch Gouverneur Manuel Micheltorena umfasste das innerhalb des ihm in der ersten Landzuweisung zur Besiedelung freigestellten Territoriums liegende Land, das er für die erste Landzuweisung wegen der damaligen gesetzlichen Limitierung auf 11 sitio zunächst nicht beanspruchen konnte. Es wurde ihm und seinem ältesten Sohn, Johann August Sutter jun., 1845 als zweite Landzuweisung zugesprochen und als Rancho Nueva Helvetia Sobrante oder Rancho New Helvetia Sobrante bezeichnet.

### Landnutzung ohne Rechtstitel

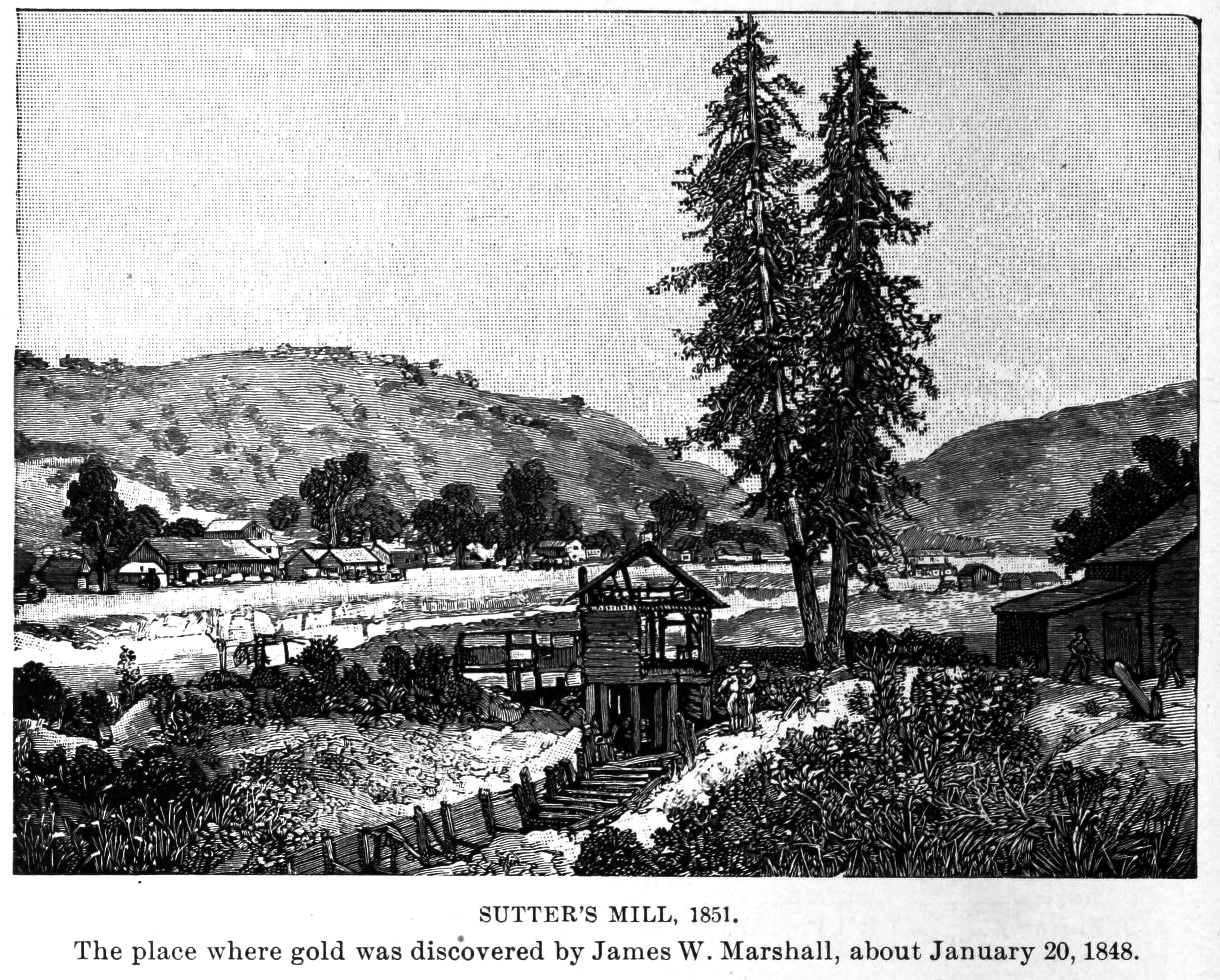
Sutter's Mill um 1851

Bereits seit 1840 plante Sutter den Bau von Korn- und Sägemühlen. James W. Marshall war 1845 über Oregon nach Kalifornien gekommen. Er arbeitete für den Schweizer Johann August Sutter und konnte mit dessen Hilfe auch eine eigene Farm aufbauen. Im Amerikanisch-Mexikanischen Krieg kämpfte er ein Jahr im Freiwilligen-Bataillon von John C. Frémont, bevor er zu Sutter zurückkehrte.
Marshall suchte einen Bauplatz für eine Sägemühle und Sutter schloss am 27. August 1847 mit Marshall einen Vertrag über Bau und Betrieb der Sägemühle, wobei Marshall zum Teilhaber wurde. Der Bauplatz lag – weitab von den Ländereien Sutters – etwa 60 Kilometer nordöstlich von Fort Sutter auf dem Gebiet der heutigen Ortschaft Coloma am American River. Die Wahl des Standortes wurde von den Nachbarn mit Unverständnis wahrgenommen, aber niemand störte sich an der unautorisierten Nutzung eines Geländes in der Wildnis. Der Bau der Sägemühle (Sutter’s Mill) war vorangeschritten, aber noch weit vor der Vollendung als am 28. Januar 1848 Marshall mit dem ersten Goldfund nach Fort Sutter kam – das war der Beginn des kalifornischen Goldrausches.
Erst jetzt versuchte Sutter einen Rechtstitel für die Umgebung seiner Sägemühle zu erhalten. Er pachtete es zunächst für drei Jahre von den einheimischen Nisenan-Indianern und versuchte dann vergeblich von dem neuen amerikanischen Militärgouverneur Richard Barnes Mason eine Landzuweisung zu erhalten.

## Rechtsstreit
|  | 24. August 1821   | Kalifornien mexikanische Provinz                                                                                           |
|  | 13. August 1839   | Gründung von Nueva Helvetia                                                                                                |
|  | 29. August 1840   | Sutter mexikanischer Bürger                                                                                                |
|  | 18. Juni 1841     | erste Landzuweisung für Sutter                                                                                             |
|  | 5. Februar 1845   | zweite Landzuweisung für Sutter                                                                                            |
|  | 13. Mai 1846      | Beginn des Mexikanisch-Amerikanischen Krieges                                                                              |
|  | 14. Juni 1846     | Republik Kalifornien ausgerufen                                                                                            |
|  | 24. Januar 1848   | Goldfund bei Sutter’s Mill                                                                                                 |
|  | 2. Februar 1848   | Vertrag von Guadalupe Hidalgo- mexikanisch-amerikanische Krieg beendet und Kalifornien Territorium der Vereinigten Staaten |
|  | 9. September 1850 | Kalifornien 31. Bundesstaat der Union                                                                                      |
|  | 3. März 1851      | Act to Settle Private Land Claims                                                                                          |
|  | 8. März 1852      | Registrierung von Sutters Claim                                                                                            |
|  | 15. Mai 1855      | Anerkennung des Claims durch die Landkommission                                                                            |
|  | 14. Januar 1857   | Anerkennung des Claims durch das Bundesbezirksgericht für Nord-Kalifornien                                                 |
|  | Dezember 1858     | teilweise Anerkennung des Claims durch den Obersten Gerichtshof der Vereinigten Staaten                                    |
|  | 5. Juli 1859      | schriftlicher Bescheid des Obersten Gerichtshofs an das Bundesbezirksgericht für Nord-Kalifornien                          |
|  | 11. Mai 1863      | Das Bundesbezirksgericht für Nord-Kalifornien entscheidet über Details der Grenzziehung                                    |
|  | 20. Juni 1866     | Registrierung des Landeigentums                                                                                            |
|  | 1866              | erste Petition an den Kongress                                                                                             |
|  | 1876              | zweite Petition an den Kongress                                                                                            |
|  | 16. Juni 1880     | Gesetzesvorlage wegen Vertagung des Kongresses nicht behandelt                                                             |
|  | 18. Juni 1880     | † Sutter |

### Rechtlicher Rahmen
Im Vertrag von Guadalupe Hidalgo, der den Schlusspunkt hinter den Mexikanisch-Amerikanischen Krieg genannten Eroberungskrieg setzte, trat Mexiko 1848 u. a. den Norden Kaliforniens an die Vereinigten Staaten ab. Die Besitzrechte der mexikanischen Bürger wurden in dem Vertrag ausdrücklich garantiert.
Erst am 9. September 1850 wurde Kalifornien als 31. Bundesstaat der Vereinigten Staaten von Amerika aufgenommen. Am 3. März 1851 erließ der Kongress das Gesetz zur Regulierung privater Landansprüche in Kalifornien. Das Gesetz führte ein dreistufiges Verfahren ein, das die nach spanischem bzw. mexikanischem Gesetz rechtmäßigen Landbesitzer im U.S. Bundesstaat Kalifornien auf eigene Kosten durchlaufen mussten, um ihren Landbesitz zu behalten.
- Erhebung und Begründung des Anspruchs gegenüber dem U.S. Board of Land Commissioners. Sofern diese Kommission den Anspruch als begründet akzeptierte folgte Schritt 2.
- Gesuch an United States District Court for the Northern District of California (Bundesbezirksgericht für Nord-Kalifornien). Sofern der Bundesrichter nach Überprüfung des Entscheids der Kommission das Gesuch befürwortete gingen die Vereinigten Staaten grundsätzlich in Berufung und zogen das Verfahren (auf Kosten des Landbesitzers) vor den Obersten Gerichtshof.
- Entscheid des Oberster Gerichtshof der Vereinigten Staaten (Supreme Court of the United States)

Nach Klärung des Rechtsanspruchs auf das Land war – wiederum auf Kosten des Landeigentümers – die Vermessung des Landes erforderlich. Aufgrund der meist vagen Beschreibung der Landzuweisungen kam es öfter zu Unklarheiten über den detaillierten Grenzverlauf. Nach Publikation der Vermessung konnten Nachbarn noch Widerspruch einlegen.
Im Fall der Ansprüche Johann August Sutters auf Neu-Helvetien begann das Verfahren mit Sutters Claim von 1852 und endete mit dem Entscheid des Supreme Court von 1858. Seine Verfahrenskosten bezifferte Sutter damals auf 325'000 US-Dollar.
„Man darf auch hier nicht vergessen, daß dieser Prozess, wie tausend gleichzeitige, nur eine Fortsetzung des mexikanischen Krieges war.“ Senator Daniel W. Voorhees kam 1880 zur Auffassung: „Es ist kaum zu bezweifeln, daß Sutters Sobrante-Brief unter mexikanischem Regiment bestätigt worden wäre; aber unter dem unsrigen schuf der Geist der Heimstätten-Gesetze und der Land-Vorverkaufs-Gesetze im Volk eine derart intensive Stimmung gegen große Landschenkungen, daß selbst die Rechtsvollstreckung in den Gerichten unvernünftigerweise … dadurch scheint in Mitleidenschaft gezogen worden zu sein.“

### U.S. Board of Land Commissioners
Mit dem Act to Settle Private Land Claims wurde im März 1851 zwar der rechtliche Rahmen geschaffen, die Kommission nahm aber erst Anfang 1852 ihre Arbeit auf und Sutters Claim wurde am 8. März 1852 offiziell registriert. Das Verfahren vor der Landkommission wurde ausführlich dokumentiert. Am 15. Mai 1855 erkannte die Landkommission Sutters Anspruch auf die beiden Schenkungen an.

### Bundesbezirksgericht für Nord-Kalifornien
Am 14. Januar 1857 bestätigte das Bundesbezirksgericht für Nord-Kalifornien (United States District Court for the Northern District of California) durch Richter Ogden Hoffman Jr. Sutter beide Landzuweisungen. Die Vereinigten Staaten zogen den Fall weiter an den Obersten Gerichtshof der Vereinigten Staaten, wobei Sutter die Kosten zu tragen hatte.
Mit dem schriftlichen Entscheid vom 5. Juli 1859 des Obersten Gerichtshofs, das den Fall Sutter grundsätzlich entschieden hatte, wurde das Bundesbezirksgericht für Nord-Kalifornien beauftragt, das weitere Verfahren zur genauen Festlegung der Grundstücksgrenzen wieder zu übernehmen. Der Entscheid des Bezirksgerichts zu den Detailfestlegungen datiert vom 11. Mai 1863.

### Oberster Gerichtshof
Der Oberste Gerichtshof der Vereinigten Staaten befasste sich im Dezember 1858 mit dem Fall Sutter und bestätigte die erste Landzuweisung (1841), während die zweite (1845) verworfen wurde, wobei zwei Richter in ihrer Minderheitenmeinung auch die Gültigkeit der Landzuweisung von 1841 verneinten. Im Hinblick auf die genaue Festlegung der Grundstücksgrenzen wurde der Fall im Juli 1859 wieder an das Bundesbezirksgericht für Nord-Kalifornien verwiesen.

### Vermessung und Registrierung
Nach dem schriftlichen Entscheid des Obersten Gerichtshofs vom 5. Juli 1859 veranlasste das Bundesbezirksgericht für Nord-Kalifornien eine erste Vermessung zur genauen Festlegung der Grundstücksgrenzen. Das Ergebnis wurde am 18. Februar 1860 offiziell festgestellt. Daraufhin gab es zahlreiche Einsprüche durch Personen, die ebenfalls Ansprüche auf Teile des Landes erhoben. Das Bundesbezirksgericht veranlasste eine zweite Vermessung, deren Ergebnis am 11. Mai 1863 offiziell festgestellt wurde. Die Vereinigten Staaten und einige private interessierte Parteien appellierten nun wiederum an den Obersten Gerichtshof. Im April 1865 verwarf der Oberste Gerichtshof die zweite Vermessung und bestimmte jene vom 18. Februar 1860 als gültig.
Die Eintragung seiner Landrechte (über 48'839,30 Acres = 197,6 km²) erfolgte erst am 20. Juni 1866. Über das ihm zugestandene Land erstellte der U.S. Vermessungsdienst eine Karte.

### Kalifornische Pension
Am 4. April 1864 bewilligten beide Kammern des kalifornischen Parlaments Sutter für fünf Jahre eine monatliche Pension von 250 US Dollars als Entschädigung für das ihm angetane Unrecht und die Unfähigkeit des Staates ihn davor zu schützen. Diese Pension wurde später zweimal um je zwei Jahre verlängert und entfiel 1875 definitiv.

### Petition
Nachdem seine Hock-Farm in Kalifornien abgebrannt war, zog Sutter mit seiner Frau im Dezember 1865 nach Washington, D.C. 1866 reichte er beim Kongress der Vereinigten Staaten eine Petition wegen der vom Obersten Gerichtshof verworfenen zweiten Landschenkung und dem ihm angetanen Unrecht ein, die vom Senate Committee on Claims behandelt werden sollte. Nachdem 1876 noch immer keine Entscheidung über die Petition getroffen worden war, reichte Sutter 1876 eine neue Petition ein, die vom Private Land Claims Committee des Repräsentantenhauses zur Annahme empfohlen wurde und eine Entschädigung für Sutter in Höhe von 50'000 US-Dollar vorsah – die Vorlage wurde jedoch vom Repräsentantenhaus nie behandelt.
1880 legte Sutter mit Unterstützung der Associated Pioneers of the Territorial Days of California nochmals eine Petition vor die im April 1880 von Ausschüssen des Repräsentantenhauses und des Senats befürwortet wurde. Im Juni lancierte Senator Daniel W. Voorhees eine Vorlage für den Kongress im Sinne der Petition, aber der Kongress vertagte sich am 16. Juni und es kam nicht zu einer Abstimmung über Sutters Anliegen – am 18. Juni 1880 starb Sutter.

## Sonderfall Sutter?
Entgegen der im deutschsprachigen Raum verbreiteten Auffassung („Der Kaiser von Kalifornien“) war die mexikanische Landzuweisung an Sutter zwar eine relativ frühe und große, aber durchaus keine dominierende. Mexiko vergab etwa 800 Landzuweisungen in Oberkalifornien, wobei einige wenige auch 11 sitio überschritten. Sutters Landzuweisung von 1841 machte auch nur 0,5 Promille der kalifornischen Landfläche aus.
Nach der Annexion Kaliforniens durch die USA wurden von 813 Claims 604 anerkannt. Die 813 Claims bezogen sich auf eine Fläche von etwa 57'000 Quadratkilometer, wovon die 197 von Sutter etwa 3,5 Promille ausmachten.
Sutters Behandlung durch die US-Behörden war keine besonders feindliche, sondern entsprach dem allgemeinen Verfahren der amerikanischen Eroberer. Aus enttäuschten Goldsuchern Kaliforniens wurden landhungrige „Squatter“, deren politische Interessenvertreter die spanisch-mexikanischen Landzuweisungen bekämpften und quasi eine Landreform verlangten.